# پیستشنه (ناحیه ژدار ناد سازاوو)
پیستشنه (به چکی: Písečné) یک منطقهٔ مسکونی در جمهوری چک است که در ناحیه ژدار ناد سازاووو واقع شده‌است. پیستشنه ۶٫۵۸ کیلومتر مربع مساحت و ۱۹۱ نفر جمعیت دارد و ۶۱۴ متر بالاتر از سطح دریا واقع شده‌است.